# Eznik de Kolb
Eznik de Kolb (ou de Koghb) ou Eznik Koghbatsi (en arménien Եզնիկ Կողբացի ; né vers 380, 390 ou 400, mort en 450 ou 455) est un théologien et philosophe arménien du Ve siècle, apologiste du christianisme. Il a laissé l'ouvrage Réfutation des sectes, qualifié par Louis Mariès d'« un des plus importants monuments de la littérature apologétique de l'époque ».

## Biographie
Eznik naît vers 380, 390 ou 400 à Kolb ou Koghb, dans la province historique arménienne d'Ayrarat ou dans celle du Tayk. Élève avec Korioun de Mesrop Machtots, l'inventeur de l'alphabet arménien, il étudie à Achtichat auprès du catholicos Sahak le Parthe. Cet élève brillant et doué pour les langues est envoyé avec Hovsep de Baghin, d'abord à Édesse, siège d'une école chrétienne célèbre de langue syriaque, puis à Constantinople (où Korioun le rejoint), pour y recevoir une formation intellectuelle et y recueillir ou recopier des manuscrits des textes bibliques ou des œuvres des Pères de l'Église, soit en grec, soit en syriaque.
Eznik retourne en Arménie après le concile d'Éphèse (431), puisqu'il en rapporte les actes. Jusqu'en 435, il assiste Sahak Ier dans la révision-retraduction de la Bible en arménien. Devenu évêque du Bagrévand, il participe au synode d'Artachat en 449, sous la présidence du catholicos Hovsep de Holotsim ; les actes de ce synode qui condamne notamment le zoroastrisme, de par leur proximité avec les écrits d'Eznik, lui sont peut-être attribuables.
Eznik meurt en 450 ou 455.

## Œuvres
Eznik fait partie du cercle des lettrés chrétiens (les Saints traducteurs) qui établissent, au Ve siècle, la version arménienne classique de la Bible, après une première traduction faite par Mesrop à partir de la Peshitta syriaque, qui est reconnue comme insatisfaisante. Eznik et Hovsep de Baghin rapportent en Arménie des copies du texte grec qui permettent d'améliorer grandement la traduction.
En dehors de ses travaux de traduction, son œuvre principale reste un traité en quatre livres intitulé Réfutation des sectes (ou Contre les hérésies, ou Sur Dieu) qui lui vaut le qualificatif d'hérésiologue. Rédigée entre 441 et 449, cette œuvre consiste en une réfutation des doctrines s'opposant au christianisme, en quatre parties : le premier livre est dirigé contre les païens et s'en prend aux thèses de l'éternité du monde matériel et de l'existence séparée d'un principe du mal ; le deuxième est une réfutation du zoroastrisme et du zervanisme ; le troisième s'en prend aux différentes écoles de la philosophie grecque : le pythagorisme, le platonisme, l'aristotélisme, le stoïcisme et l'épicurisme ; le dernier livre est une exposition et une réfutation du marcionisme. Ses lignes de base sont un monothéisme absolu, le libre-arbitre et l'auto-discipline. Eznik y fait preuve d'une très ample érudition, aussi bien sur la littérature religieuse des Perses que sur la philosophie grecque, et cet ouvrage est précieux pour les historiens de la culture. Il a fortement contribué à former la langue arménienne à l'expression des idées, bien que, par nécessité, Eznik ait employé tels quels de nombreux mots grecs. Sa principale source est le traité Sur le libre-arbitre de Méthode d'Olympe.
Le traité a été conservé par un seul manuscrit non titré copié en 1280 (Matenadaran, Ms. 1097), vraisemblablement à Gladzor. Oublié, il est redécouvert et sa première édition imprimée est réalisée à Smyrne en 1762. La congrégation des pères mékhitaristes en a ensuite donné de nouvelles éditions en 1826 et en 1865. Un temps perdu, il est retrouvé à Etchmiadzin en 1902 par Hratchia Adjarian.  Il existe une traduction française  par Le Vaillant de Florival  datée de 1853  et une autre, accompagnée d'une édition critique du texte arménien par Louis Mariès et Charles Mercier.
Enfin, des homélies sont attribuées sans certitude à Eznik.